# Difluoreto de metilfosfonilo
Difluoreto de metilfosfonilo, também conhecido como é um composto organofosforado formulado em CH3F2OP. É considerado como precursor de armas químicas, como os gases sarin e soman.